# Referendum w Grecji w 2015 roku

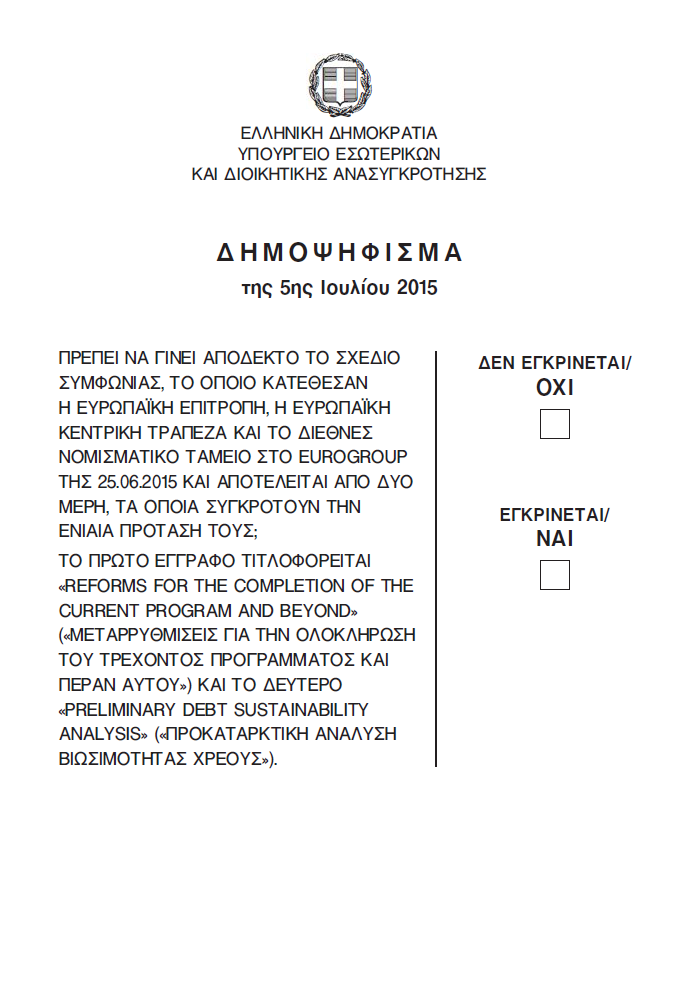
Karta do głosowania

Referendum w Grecji w 2015 roku – referendum odbyło się 5 lipca. Dotyczyło porozumienia Grecji z międzynarodowymi wierzycielami.

## Pytanie referendalne
Greccy obywatele odpowiadali na pytanie:

Czy plan porozumienia przedstawiony przez Komisję Europejską, Europejski Bank Centralny i Międzynarodowy Fundusz Walutowy na spotkaniu Eurogrupy 25 czerwca 2015 roku, składający się z dwóch części i stanowiący ich jednolitą propozycję powinien zostać zaakceptowany?

## Okoliczności rozpisania
Referendum było odpowiedzią greckiego rządu na przyjęcie przez kraj dodatkowych obciążeń wewnętrznych związanych z kryzysem zadłużenia w Grecji.

## Sondaże

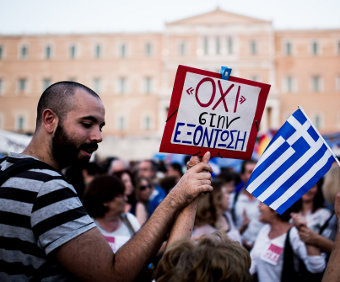
Protestujący przeciw przyjęciu propozycji Komisji Europejskiej

| Data                     | Firma prowadząca badanie | Za        | Przeciw         | Nie mam zdania/ Pusty | Różnica |      |     |     |
| ------------------------ | ------------------------ | --------- | --------------- | --------------------- | ------- | ---- | --- | --- |
| Data                     | Firma prowadząca badanie | 2–3 lipca | Metron Analysis | 46,0                  | Różnica | 47,0 | 7,0 | 1,0 |
| 1–3 lipca                | GPO                      | 44,1      | 43,7            | 12,2                  | 0,4     |      |     |     |
| 1–3 lipca                | Alco                     | 41,7      | 41,1            | 17,2                  | 0,6     |      |     |     |
| 30 czerwca–3 lipca       | Ipsos                    | 44,0      | 43,0            | 13,0                  | 1,0     |      |     |     |
| 2 lipca                  | PAMAK                    | 42,5      | 43,0            | 14,5                  | 0,5     |      |     |     |
| 1–2 lipca                | Metron Analysis          | 47,0      | 46,0            | 7,0                   | 1,0     |      |     |     |
| 30 czerwca–2 lipca       | Public Issue             | 42,5      | 43,0            | 14,5                  | 0,5     |      |     |     |
| 1 lipca                  | PAMAK                    | 44,0      | 45,0            | 11,0                  | 1,0     |      |     |     |
| 30 czerwca–1 lipca       | Metron Analysis          | 44,0      | 47,0            | 9,0                   | 3,0     |      |     |     |
| 30 czerwca–1 lipca       | Alco                     | 41,5      | 40,2            | 18,3                  | 1,3     |      |     |     |
| 30 czerwca               | PAMAK                    | 40,5      | 44,0            | 15,5                  | 3,5     |      |     |     |
| 29–30 czerwca            | Metron Analysis          | 42,0      | 50,0            | 8,0                   | 8,0     |      |     |     |
| 29–30 czerwca            | ToThePoint               | 37,0      | 40,2            | 22,8                  | 3,2     |      |     |     |
| 28–30 czerwca            | ProRata                  | 33,0      | 54,0            | 13,0                  | 21,0    |      |     |     |
| Po zamknięciu banków     | Po zamknięciu banków     | 37,0      | 46,0            | 17,0                  | 9,0     |      |     |     |
| Przed zamknięciem banków | Przed zamknięciem banków | 30,0      | 57,0            | 13,0                  | 27,0    |      |     |     |
| 29 czerwca               | PAMAK                    | 37,5      | 47,0            | 15,5                  | 19,5    |      |     |     |
| 28–29 czerwca            | Metron Analysis          | 37,0      | 53,0            | 10,0                  | 16,0    |      |     |     |
| 28 czerwca               | PAMAK                    | 31,0      | 54,0            | 15,0                  | 23,0    |      |     |     |
| 27 czerwca               | PAMAK                    | 26,5      | 52,0            | 21,5                  | 25,5    |      |     |     |

## Wyniki
>50 – 55%
     >55 – 60%
     >60 – 65%
     >65 – 70%
     >70%

Rozkład głosów negatywnych na mapie Grecji
>50 – 55%
>55 – 60%
>60 – 65%
>65 – 70%
>70%

Po przeliczeniu wszystkich głosów greckie ministerstwo spraw wewnętrznych podało, że 61,31% uczestników greckiego referendum ws. warunków zagranicznej pomocy zagłosowało na „nie”, 38,69 procent głosujących poparło te warunki.
| Zarejestrowanych    | 9.858.508 |
| Głosujących         | 62,50%    |
| Głosujących za      | 38,69%    |
| Głosujących przeciw | 61,31%    |
| Głosy nieważne      | 5,80%     |
| Źródło:             |           |

## Wpływ referendum
Po ogłoszeniu wyników referendum, euro zaczęło tracić na wartości względem dolara. Jednak indeksy giełdowe, które zanotowały spadek, już po godz. 10:00 wróciły do swojego wcześniejszego stanu.